# Мороне, Франческо
Франческо Мороне (итал. Francesco Morone, 1471, Верона — 16 мая 1529) — итальянский художник. Работал в Вероне в эпоху Ренессанса. Сын Доменико Мороне. Историк искусства Джорджо Вазари хвалил его фрески для купола ризницы церкви Санта-Мария-ин-Органо в Вероне (1505—07). Он также украсил дверцы органа в этой церкви. Создал ряд фресок для церкви Санта Анастазия.